# Palacio de Hielo de Canillo
El Palacio de Hielo (Palau de Gel en catalán) es un centro lúdico y deportivo situado en la localidad de Canillo, en Andorra. 
Como su nombre indica, permite patinar sobre hielo en sus pistas, pero además, dispone de cursos, sesión nocturna con música y karting sobre hielo.

## Instalaciones y actividades de ocio
- Piscina climatizada
- Espacio fitness con gimnasio, sauna, muro de escalada y UVA
- Espacio empresa con auditorio, salas de reuniones y comidas
- Espacio infantil
- Tiendas y Restaurantes